# Гриценко Віктор Львович
Ві́ктор Льво́вич Грице́нко (фр. Victor de Gritzenko; нар. 1851 — пом. 1893) — французькомовний поет та російський дипломат українського походження.

## З життєпису
Позашлюбний син князя Льва (Терентія) Вікторовича Кочубея. Закінчив паризький ліцей «Бонапарт» зі званням бакалавра. Від 1878 року служив начальником відділу в управлінні російського генерал-губернатора Східної Румелії — турецької провінції, яку було окуповано в ході російсько-турецької війни. Від 1883 року — при російському посольстві в Стамбулі в чині титулярного радника.
1886 року в Парижі видав мізерним накладом (225 примірників) дві книжки сонетів французькою мовою — «Біблійні силуети» та «Еллада. Античні сонети». Ці поезії позначені впливом французької школи «парнасців», зокрема Леконта де Ліля, якому присвячено один із сонетів.
Головна риса творчості Гриценка — ідеалізація античності. За характеристикою Василя Горленка, поет «оспівує Грецію стародавню й нову. Небагатьом дано втілити в слові античну красу». Утім, зазначаючи, що Гриценкові поезії «направду чудові», Горленко не приховував їхньої наслідувальності: «На жаль, начитаності й літературної освіти ще не досить, коли власних сил, бува, бракує». Інший дослідник творчості Гриценка Ілько Борщак, підкреслював, що той «мабуть, володів французькою мовою, як жоден українець ані до нього, ані після нього». Пізніше біографію та творчість Гриценка досліджував Сергій Білокінь, якому вдалося знайти подробиці його походження та життя. Три сонети Гриценка переклав українською Максим Стріха. Один з них було опубліковано в журналі «Березіль» (1992, № 11/12, с. 18).

## Твори
- V. de Gritzenko. Silhouettes bibliques. Paris: Librairie des Bibliophiles, 1886.
- V. de Gritzenko. Hellas. Sonnets antiques. Paris: Librairie des Bibliophiles, 1886.